# Doraemon: Nobita và cuộc phiêu lưu ở thành phố dây cót
Doraemon: Nobita và cuộc phiêu lưu ở thành phố dây cót (ドラえもん のび太のねじ巻き都市冒険記 Doraemon: Nobita no Neji maki City Bōkenki) là bộ phim hoạt hình Doraemon thứ 18 được ra mắt tại Nhật Bản và được chuyển thể từ truyện tranh. Thể loại: hành động, phiêu lưu, tưởng tượng. Là phim khoa học viễn tưởng của đạo diễn Shibayama Tsutomu. Phim được công chiếu vào ngày 08 tháng 3 năm 1997 và được Toho phân phối trong định dạng băng VHS và DVD.
Ca khúc mở đầu là "Doraemon no Uta (ドラえもんのうた, dịch nghĩa Bài hát về Doraemon) do Yamano Satoko trình bày và ca khúc kết thúc là "Love is You" (dịch nghĩa Tình yêu là bạn) do Yakawa Ekichi trình bày. Tại Tây Ban Nha phim được phát hành dưới dạng DVD vào ngày 26 tháng 10 năm 2005 và tại Hàn Quốc được phát sóng trên truyền hình vào ngày 1 tháng 5 năm 2017. Ở các bản dịch manga phát hành tại Việt Nam trước năm 2010 bởi Nhà xuất bản Kim Đồng còn có tên gọi Thành phố thú nhồi bông.

## Nội dung

Bìa truyện Nobita và cuộc phiêu lưu ở thành phố dây cót

Nobita tình cờ phát hiện một hành tinh lạ vì những tờ vé số của Doraemon. Cậu rủ bạn bè cùng đến chơi và thả những con thú nhồi bông có thể cử động được nhờ con ốc vít sinh mệnh. Chẳng mấy chốc nhóm bạn đã xây dựng lên cả một thành phố có nhà cửa, công viên, cây xanh,... dành riêng cho chúng. Không may tên tướng cướp Onigoro Kamatora vượt ngục tình cờ bước vào hành tinh ấy nhờ cánh cửa thần kì. Hắn sử dụng máy sinh sản vô tính để sản sinh ra 17 tên cướp Onigoro khác đều có cùng tính cách tàn ác ngoại trừ tên Onigoro cuối cùng có bản chất lương thiện. 18 tên cướp cùng nhau đi đến hồ chứa đầy vàng ròng nhờ tấm bản đồ mà chúng nhặt được của nhóm bạn. Khi đến nơi, chúng bị một phen khiếp vía khi biết chẳng phải vàng gì cả mà là một ông thần khổng lồ có cơ thể phát ra ánh sáng. Bọn cướp bị '' ông thần khổng lồ '' đuổi ngược về thành phố. Ở đó chúng đánh cướp con tàu vũ trụ đồ chơi của Suneo và bắt cả nhóm bay lên vũ trụ. Nobita bị rơi xuống một khe vực sâu và ở đó cậu gặp ông thần nọ hoá thân thành một cậu bé. Qua cuộc trò chuyện trong giấc mơ, Nobita biết được cậu bé này là Thần gieo mầm sống, người đã tạo dựng nên hành tinh này và cả Trái Đất cùng Sao hoả ngày xưa. Thần giúp Nobita lên khỏi khe vực, cậu nhanh chóng đi tìm Doraemon và các bạn. Trong khi đó Doraemon, Jaian, Suneo, Shizuka vừa may mắn thoát chết khỏi vụ nổ tàu nhờ tên Onigoro út tốt bụng và bị kẹt trên một thiên thạch, còn bọn cướp thì rơi trở về hành tinh thú nhồi bông. Lại nói về Nobita, cậu gặp được khỉ con Ukki và Pupi - em gái của thị trưởng Pibu (dĩ nhiên là thú nhồi bông) - đang chạy trốn khỏi sự truy bắt của bọn cướp Onigoro. Thành phố thú nhồi bông đang bị bọn cướp quấy phá và chiếm cư, Nobita nhờ khỉ con quay về phòng học của mình ở Trái Đất để tìm túi thần kì dự phòng. Cậu chui qua túi và tìm được những người bạn của mình. Họ cùng quay về thành phố và chiến đấu chống lại bọn cướp. Cuộc chiến diễn ra đúng như ý muốn, nhưng chỉ có 16 tên cướp đã bị tóm cổ chỉ trừ tên Onigoro cầm đầu. Nobita phi ngựa (nhồi bông) đuổi theo và bắt sống được hắn. Doraemon đưa 17 tên cướp vào lại máy sinh sản và chừa lại tên Onigoro cuối cùng. Onigoro đầu quay trở về Trái Đất và đầu thú với cảnh sát, còn tên cuối cùng trở về thế kỉ 22. Nobita và các bạn cũng chia tay đám thú nhồi bông sau khi khắc phục những thiệt hại mà bọn cướp gây ra.

## Sản xuất
Bộ phim là sản phẩm của:
- Hãng hoạt hình Shinei (Shinei Animation).
- Nhà xuất bản Shogakukan.
- Hãng truyền hình Asahi.

## Phân vai
| Nhân vật          | Diễn viên lồng tiếng Nhật                |
| ----------------- | ---------------------------------------- |
| Doraemon          | Oyama Nobuyo                             |
| Nobita            | Ohara Noriko                             |
| Shizuka           | Nomura Michiko                           |
| Jaian             | Tatekabe Kazuya                          |
| Suneo             | Kimotsuki Kaneta                         |
| Mẹ Nobita         | Chijimatsu Sachiko                       |
| Ba Nobita         | Naka Yousuke                             |
| Pibu              | Sasaki Nozomu                            |
| Pupi              | Shirakawa Sumiko                         |
| Ain Motain        | Masashi Sugawa                           |
| Thomas Medison    | Shiozawa Kaneto                          |
| Wicky             | Yokozawa Keiko                           |
| Con gấu trúc      | Aoki Kazuyo                              |
| Tira              | Chafurin                                 |
| Onigorou Kumatora | Utsumi Kenji                             |
| Vị thần sự sống   | Ikura Kazue (trai), Watabe Takeshi (quỷ) |